# Johannes Bornemann (Politiker)
Johannes Bornemann (* 5. Februar 1778 in Landau; † 7. Mai 1855 ebenda) war ein deutscher Schmiedemeister, Bürgermeister und Abgeordneter.

## Leben
Bornemann war der Sohn des Ratsgewandtes Johannes Bornemann (getauft 13. Januar 1738 in Landau) und dessen Ehefrau Susanna Wilhelmina Catharina geborene Müller (* 9. Dezember 1747 in Landau; † 18. März 1821 ebenda). Er war evangelisch und heiratete am 25. September 1803 in Landau Christiane Wilhelmine Küthe (* 14. Juli 1785 in Landau; † 14. April 1854 ebenda), die Tochter des Bäckermeisters, Pfennigmeisters und Bürgermeisters in Landau, Johannes Küthe (* um 1738; † 5. Dezember 1800 in Landau) und der Christiane Susanne Behr (* 14. Januar 1744 in Landau; † 11. Juni 1814 ebenda). Der Bruder der Ehefrau Johann Philipp Conrad Küthe wurde ebenfalls Bürgermeister und Landstand.
Bornemann lebte als Schmiedemeister in Landau, wo er auch Ratsgewandter war. Von Herbst 1830 bis Herbst 1832 und erneut von Herbst 1840 bis Herbst 1842 war er Bürgermeister der Stadt Landau. Als Bürgermeister war er von (Herbst) 1830 bis (Herbst) 1832 und vom 2. November 1840 bis zum 24. Oktober 1842 Landstand in Waldeck.